# Szilágyi Márton (tanár)
Piskárosi Szilágyi Márton (Debrecen, 1748. március 26. – Detek, 1790. november 4.) református főiskolai tanár.

## Élete
Apja Szilágyi Sámuel református püspök volt; szülőhelyén végezte a teológiát; 1767-ben és 1771-ben külföldre ment és leginkább a bázeli és göttingeni egyetemet látogatta, ahol a természettant és mennyiségtant tanulmányozta tüzetesebben. Ugyanezen tantárgyak rendes tanárának választatott 1773-ban Sárospatakra. A természetrajzot ő tanította itt először, valamint ő rendezett először természettani múzeumot is. Meghalt 1790-ben Deteken (Abauj megye), 17 évi tanárkodás után. Emlékbeszédet tartott fölötte Szombati János.

## Munkái
- Cziropedia. Az az: Kszenofonnak a Czirus király életéről, neveltetéséről és viselt dolgairól írott históriája. Mellyet görög nyelvből magyarra fordított, és némelly apró jegyzésekkel is világosítani igyekezett. Nagy-Károly, 1784. Két kötet. (Atyjának megkezdett, de be nem végzett munkája. Ism. Toldy F., M. N. Irodalom története. Pest, 1878. 177. l.).
- Haller Albertnek a Szent Írásban lévő igazságokról írott levelei. Ford. német nyelvből magyarra... a bernai 1780. kiadás szerint. Ezekhez járul Tillotsonnak a keresztyén vallás méltóságáról írott prédikátziója, angliai nyelvből fordítva. Pozsony és Kassa, 1785.

### Kéziratban
- Mathesis és Physica.